# Варакляны
Варакля́ны (ранее также Варкляны; латыш. Varakļāniо файле, латг. Varakļuoni) — город в юго-восточной Латвии, административный центр Вараклянского края.

## История

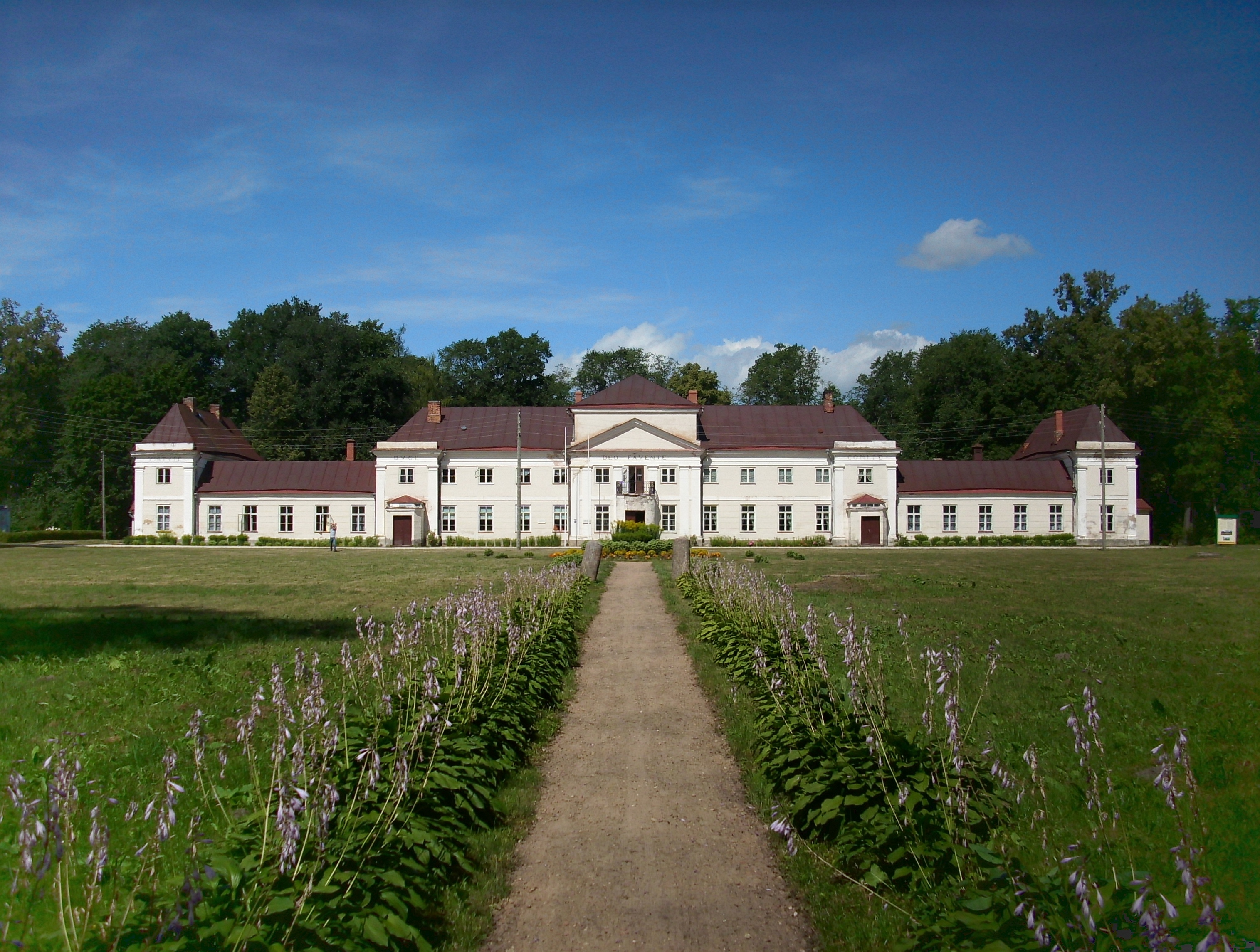
Дворец графа Михаэла Борха в Вараклянах

Местность впервые упоминается в письменных источниках как Варкланд (нем. Warkland) под 1226 годом, когда она отошла в подчинение рижскому архиепископу. Под 1483 годом тут уже упоминается городское поселение. С 1538 года земли были пожалованы роду Борхов. После раздела Польши в 1772 году Варакляны отошли к Российской империи, а в 1784 году получили статус местечка. Административно оно находилось в составе Режицкого уезда Витебской губернии.
В 1789 году граф Михаэль Борх построил в Вараклянах дворец и создал парк (сохранились до наших дней).
По данным переписи 1897 года, в Вараклянах проживало 1810 человек, в том числе лиц римско-католического вероисповедания — 364 чел., иудейского — 1365 чел.
11 февраля 1928 года Варакляны получили статус города.
С 1949 по 1956 год город являлся административным центром Вараклянского района.

## Достопримечательности
- Господский дом, построенный в 1783—1789 годах.
- Городской парк.
- «Камень Любви» на берегу реки Кажевас.
- Католическая церковь Святого Виктора, построенная в 1814 году.
- Католическая церковь Святой Марии, построенная в 1851—1854 годах.
- Лютеранская церковь (построена в 1874 году, реставрирована в 1994 году).

## Транспорт

### Автодороги
- Автомагистраль A12 Екабпилс — Резекне — Лудза — граница России (Терехова), являющаяся частью европейского маршрута E 22.
- Региональная автодорога P84 Мадона — Варакляны.